# Comitato centrale del Partito comunista cecoslovacco
Il Comitato centrale del Partito comunista cecoslovacco (in ceco: Ústřední výbor Komunistické strany Československa; in slovacco: Ústredný výbor Komunistickej strany Československa; in entrambe le lingue abbreviato ÚV KSČ) fu l'organo supremo del Partito Comunista Cecoslovacco nel periodo compreso tra due congressi generali del partito. Il Comitato centrale eleggeva al suo interno gli organi più ristretti di guida del partito, Presidium e politbyro e il segretario generale (dal 1953 al 1971 denominato primo segretario). Il numero dei membri del Comitato centrale variò grandemente nei diversi periodi e giunse ad avere circa un centinaio di membri. 

## Seconda guerra mondiale
Durante il periodo del Protettorato di Boemia e Moravia e della Prima Repubblica Slovacca il partito si divise in due. In entrambi gli Stati il Comitato centrale operò clandestinamente e per motivi pratici di cospirazione e segretezza ebbe sempre pochi membri.